# Gasausströmung
Ausströmungen von Gas (Brenngas) erfordern den sofortigen Einsatz der Feuerwehr, welche – wenn vorhanden – mit einem Gasalarmzug oder ansonsten mit einem Löschzug anrückt. Wird eine Gasausströmung bemerkt, so ist das betroffene Gebäude sofort zu räumen und jegliche Funkenbildung zu vermeiden, d. h., es darf kein Lichtschalter und keine Klingel betätigt werden, es dürfen keine elektrischen Geräte mehr ein oder ausgeschaltet werden, der Notruf sollte möglichst vom Nachbarhaus abgesetzt werden, Handys dürfen nicht benutzt werden, da auch sie zur Funkenbildung führen können.
Die Feuerwehr stellt dann den Hauptgashahn ab oder veranlasst die Sperrung der Hauptgasleitung. Entzündet sich eine Gasleitung, so sollte diese möglichst nicht gelöscht, sondern auch hier die Gaszufuhr gestoppt werden.
In einigen Gemeinden übernehmen die örtlichen Gasversorger die Maßnahmen bei Gasausströmung und rücken mit eigenen Einsatzfahrzeugen aus, wobei sie ihre Arbeit mit der Feuerwehr koordinieren. In Österreich ist landesweit ein Gasnotruf (Telefonnummer 128) zu Zentralstellen geschaltet, die in der Regel bei Gasversorgern angesiedelt sind.